# Mandy Patinkin

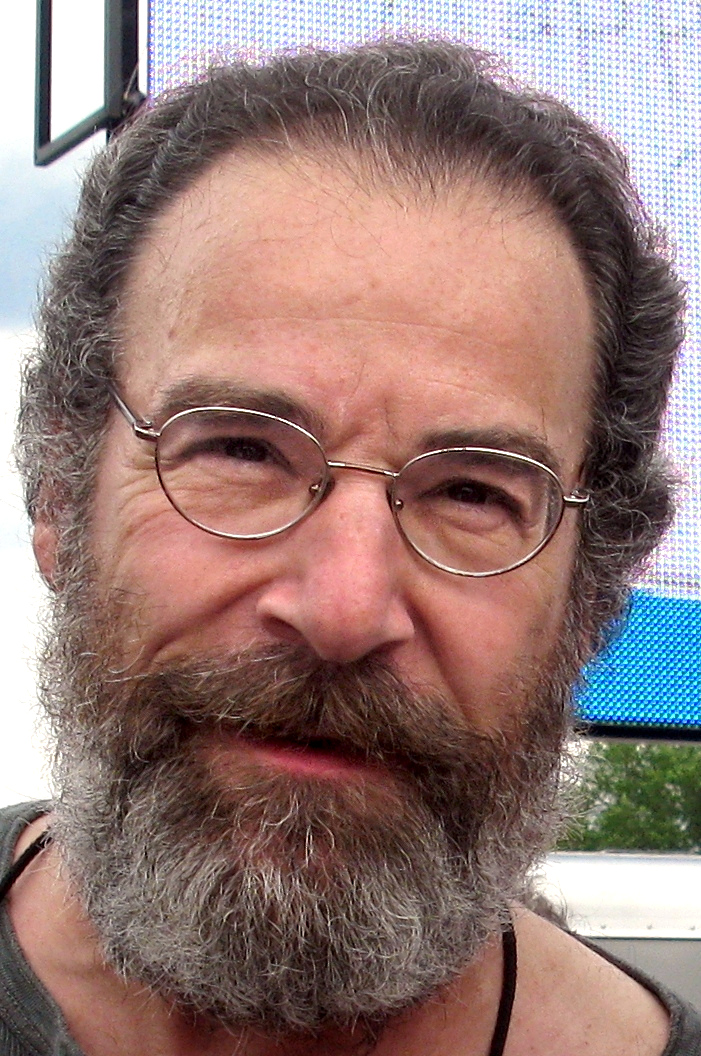
Mandy Patinkin (2008)

Mandel Bruce „Mandy“ Patinkin (* 30. November 1952 in Chicago, Illinois) ist ein US-amerikanischer Schauspieler und Sänger.

## Leben
Mandy Patinkin wurde als Schauspieler und Sänger am Broadway bekannt, wo er bis heute tätig ist. Im Jahr 1980 erhielt er einen Tony als Bester Schauspieler in einem Musical für seine Darstellung des Che in dem Musical Evita. Zwei weitere Nominierungen in dieser Kategorie erhielt er 1984 und 2000.
1984 spielte Patinkin in der Uraufführung des Musicals Sunday in the Park with George von Stephen Sondheim am Broadway den Maler Georges Seurat, wofür er Nominierungen für den Tony und den Drama Desk Award erhielt. 1985 wirkte er in einer konzertanten Aufführung des Sondheim-Musicals Follies mit. Er gab als Sänger auch Konzerte (unter anderem gemeinsam mit Patti LuPone) und nahm Schallplatten auf.
Im Kino spielte Patinkin 1981 in Miloš Formans Ragtime nach dem Roman von E. L. Doctorow. Danach übernahm er 1983 in dem Film Daniel von Regisseur Sidney Lumet die Rolle von Julius Rosenberg, der 1953 zusammen mit seiner Frau wegen des Verrats von Atomgeheimnissen an die Sowjetunion hingerichtet wurde. Im gleichen Jahr spielte er die männliche Hauptrolle in Barbra Streisands Regiedebüt Yentl, nach einer Kurzgeschichte von Isaac Bashevis Singer. Seiner Vorliebe für Kinderfilme ging Patinkin durch seine Mitwirkung in Filmen wie Die Braut des Prinzen – dessen Charakter, den spanischen Kavalier und Fechtkämpfer „Inigo Montoya“, er seine Lieblingsfigur nennt – nach, wie auch in der Filmkomödie Hilfe! Jeder ist der Größte und in dem Muppets-Ableger Die Abenteuer von Elmo im Grummelland. Außerdem war er Synchronsprecher für das japanische Anime Das Schloss im Himmel.
In dem Kinofilm Spacecop L.A. 1991, später Grundlage für eine Fernsehserie, stand er als außerirdischer Polizist einem Detective (James Caan) bei der Aufklärung eines Verbrechens zur Seite. Ebenfalls kaum zu erkennen hinter seiner Darstellermaske war Patinkin in der Verfilmung des Comics Dick Tracy von Warren Beatty, in der er die Figur des 88 Keys darstellte. Seine erste erfolgreiche Rolle in einer Fernsehserie war die Figur des arroganten wie brillanten Chirurgen Dr. Jeffrey Geiger in der Fernsehserie Chicago Hope, die er zwischenzeitlich aus gesundheitlichen Gründen verließ, da er sich an beiden Augen einer Hornhauttransplantation unterziehen musste. Zuvor hatte er 1991 in Der Doctor – Ein gewöhnlicher Patient schon einmal einen Mediziner dargestellt.
Im Jahr 1995 sprach er in der Folge Lisas Hochzeit der Zeichentrickserie Simpsons den schnöseligen englischen Bräutigam Hugh St. John Alastair Parkfield; 1997 spielte er in einer Fernsehfassung von Der Glöckner von Notre Dame den buckligen Quasimodo. In Hombres armados (Men with Guns), einem Independentfilm von John Sayles über einen Arzt in Lateinamerika, der zwischen die Fronten eines Bürgerkriegs gerät, wirkte er ebenso mit wie in Lulu On The Bridge, dem Regiedebüt von Schriftsteller Paul Auster, für das sich dieser von Frank Wedekinds Lulu-Tragödie hatte inspirieren lassen.
2003 und 2004 war Patinkin in der Fernsehserie Dead Like Me in einer Hauptrolle als Rube, der Chef einer Gruppe von Seelensammlern, zu sehen. Die Serie wurde nach zwei Staffeln eingestellt. Von 2005 bis 2007 spielte er die Rolle des Supervisory Special Agent Jason Gideon in der amerikanischen Krimiserie Criminal Minds, die er zunächst ohne öffentliche Erklärung verließ. Für zwei Episoden kehrte er zur Serie zurück, damit seine Rolle inhaltlich einen vernünftigen Abschluss erhielt. Fünf Jahre später gab er in einem Interview den Grund seines Ausscheidens an: Er konnte die Grausamkeit der Serie nicht mehr ertragen.
Von 2011 bis 2020 spielte er über acht Staffeln die Rolle des Saul Berenson in der Agentenserie Homeland.
Patinkin ist seit 1980 mit der Schauspielerin Kathryn Grody verheiratet und hat zwei Söhne.
Am 12. Februar 2018 wurde er mit dem 2629. Stern auf dem Hollywood Walk of Fame geehrt. 2023 wurde er gemeinsam mit seiner Frau mit der Leo-Baeck-Medaille ausgezeichnet.
In einem Interview mit der New York Times in Juli 2025 übten Patinkin und seine Frau Kathryn Grody scharfe Kritik an der Regierung des israelischen Premierministers Benjamin Netanjahu. Er bezeichnete die Aktionen des Netanjahus während des Gaza-Krieges als "skrupellos und unvorstellbar". Die beiden sprachen sich gegen die Vermischung von Kritik an der israelischen Regierung mit Antisemitismus aus. Er fügte hinzu, dass es unerträglich sei, "zuzusehen, was passiert, und zuzulassen, dass das jüdische Volk dies Kindern und Zivilisten jeden Alters in Gaza antut, aus welchem Grund auch immer" und forderte jüdische Menschen auf, sich zu fragen: „Wie konnte es dir und deinen Vorfahren passieren, und du tust es jemand anderem an?“

## Filmografie (Auswahl)
- 1978: Taxi (Fernsehserie, Episode 1x12)
- 1979: Tödliche Umarmung (Last Embrace)
- 1979: Wer geht denn noch zur Uni? (French Postcards)
- 1980: Countdown in Manhattan (Night of the Juggler)
- 1981: Ragtime
- 1983: Daniel
- 1983: Yentl
- 1985: Maxie
- 1986: Das Schloss im Himmel (Tenkū no Shiro Rapyuta)
- 1987: Die Braut des Prinzen (The Princess Bride)
- 1988: Spacecop L.A. 1991 (Alien Nation)
- 1988: Das Haus in der Carroll Street (The House on Carroll Street)
- 1990: Dick Tracy
- 1991: Der Doktor – Ein gewöhnlicher Patient (The Doctor)
- 1991: Der Preis der Macht (True Colors)
- 1991: Verliebt in Chopin (Impromptu)
- 1993: Musik des Zufalls (The Music of Chance)
- 1993: Hilfe! Jeder ist der Größte (Life with Mikey)
- 1994–2000: Chicago Hope – Endstation Hoffnung (Chicago Hope, Fernsehserie, 47 Episoden)
- 1997: Der Glöckner von Notre Dame (The Hunchback, Fernsehfilm)
- 1997: Hombres armados
- 1998: Lulu on the Bridge
- 1999: Die Abenteuer von Elmo im Grummelland (The Adventures of Elmo in Grouchland)
- 2001: Ein Hauch von Himmel (Touched By An Angel, Fernsehserie, Episode 7x23)
- 2001: Piñero
- 2001: Run Ronnie Run
- 2001: Flug 323 – Absturz über Wyoming (NTSB: The Crash of Flight 323)
- 2003: Law & Order (Fernsehserie, Episode 13x13)
- 2003: Frankie and Johnny Are Married
- 2003–2004: Dead Like Me – So gut wie tot (Dead Like Me, Fernsehserie, 29 Episoden)
- 2005–2007: Criminal Minds (Fernsehserie, 47 Episoden)
- 2006: Choking Man
- 2009: Three Rivers Medical Center (Three Rivers, Fernsehserie, Episode 1x07)
- 2010: 4.3.2.1
- 2011–2020: Homeland (Fernsehserie, 96 Episoden)
- 2013: Wie der Wind sich hebt (風立ちぬ, Sprechrolle)
- 2014: Wish I Was Here
- 2017: Die Schlümpfe – Das verlorene Dorf (Smurfs: The Lost Village, Sprechrolle)
- 2017: Wunder (Wonder)
- 2018: So ist das Leben – Life Itself (Life Itself)
- 2019: Before You Know It
- 2021: The Good Fight (Fernsehserie, 9 Episoden)
- 2024: Death and Other Details (Fernsehserie, 7 Episoden)

## Diskografie (Soloalben)
- 1989: Mandy Patinkin (CBS), Produzent Steve Epstein
- 1990: Dress Casual (CBS), Produzent Steve Epstein
- 1994: Experiment (Elektra Nonesuch), Produzent John McClure
- 1995: Oscar & Steve (Nonesuch), Produzent John McClure
- 1998: Mamaloshen (Nonesuch), Produzent Tommy Krasker
- 2001: Kidults (Nonesuch), Produzent Tommy Krasker
- 2002: Mandy Patinkin Sings Sondheim (Nonesuch), Konzertaufzeichnung aus dem Prince Music Theater, Philadelphia, Februar 2002, Produzenten Tom Lazarus, Paul Ford

## Auszeichnungen (Auswahl)
Emmy Awards
- 1995: Gewonnen als Hauptdarsteller in einer Dramaserie für Chicago Hope
- 1996: Nominiert als Gastdarsteller in einer Comedyserie für The Larry Sanders Show
- 1999: Nominiert als Gastdarsteller in einer Dramaserie für Chicago Hope
- 2014: Nominiert als Bester Nebendarsteller in einer Dramaserie für Homeland

Golden Globe
- 1984: Nominiert als Bester Hauptdarsteller – Komödie oder Musical für Yentl
- 1995: Nominiert als Bester Serien-Hauptdarsteller – Drama für Chicago Hope
- 2013: Nominiert als Bester männlicher Serien-Nebendarsteller für Homeland

SAG Awards
- 1995: Nominiert als Bester Darsteller in einer Fernsehserie – Drama für Chicago Hope

Saturn Award
- 1990: Nominiert als Bester Nebendarsteller in Alien Nation